# Língua guro
Guro' (Gouro), também conhecido como Kweni (Kwéndré) e Lo, é uma língua Mandêl falada por cerca de 500 mil ao longo da costa ocidental do lLago de Kossou, nas regiões de Haut-Sassandra e Marahoué e Fromager, no sul da Costa do Marfim Em particular, nas subprefeituras de Zuénoula, Vavoua, Gouitafla, Bouaflé, Sinfra e Oumé, e também nas regiões de Vale de Bandama, Worodougou e Lacs

## Escrita
| a | an | b | bh | c | d | e | ɛ | ɛn | f | g | i | in | ɩ | j | k | kp | l | m | n | nw | ny | o | ɔ | ɔn | p | s | t | u | un | ʋ | w | y | z |

## Amostra de texto
2.	É lé wo lɛ léé: Dé ka a bazorona, ’ka fe ’ko zo: Ko Ti, munu ’é kana i tɔ ma ma; ilé plale munu nwiin ’é da ma.
3.	’I yi do zé fɛblele nɔ ko lɛ yi faa do do ma;
4.	’i ko ma we vo, naa, ko é ziin, dé miomian éé wenyané kɛla ko lɛ, ko ’bɛzan ma we voo; té i go ko nya ko gi danna lo.  https://www.bible.com/bible/3593/LUK.11.GOURU
Português
2.	2. E disse-lhes: Quando orardes, dizei: Pai nosso, que estás nos céus, santificado seja o teu nome; venha o teu reino; seja feita a tua vontade, assim na terra como no céu.
3.	3. O pão nosso de cada dia nos dá.
4.	4. E perdoa-nos os nossos pecados, pois também nós perdoamos a todo aquele que nos deve. E não nos deixes cair em tentação, mas livra-nos do mal..
The Lord's Prayer - Luke 11: 2-4 : https://www.bible.com/bible/1/LUK.11.KJV